# Nicanore di Alessandria (patriarca)
Papa Nicanore (in greco Νικάνωρ; Volo, ... – 1869) è stato un vescovo ortodosso greco, papa e patriarca greco-ortodosso di Alessandria e di tutta l'Africa tra il 1866 e il 1869.
Nato a Volos, servì come metropolita di Tebe. In questo ruolo, organizzò raccolte di fondi in Russia per il Patriarcato di Alessandria, grazie alle quali raccolse e inviò ad Alessandria nel 1859 48.580 rubli. Attraverso la sua mediazione, fu anche creata una parte del Patriarcato di Mosca, intitolata a San Nicola.
Era in Russia quando fu eletto Patriarca di Alessandria nel 1866. Ha affrontato situazioni difficili dovute a problemi interni del Patriarcato, culminati nell'evento senza precedenti della proclamazione dell'archimandrita Eugenio come "suo successore". Questo evento causò intensi conflitti interni nella Chiesa di Alessandria, che portarono alle sue dimissioni dal trono patriarcale il 19 marzo 1869. Morì nello stesso anno.